# Henrik Benedikt Stuart
Henrik Benedikt Toma Edvard Marija Klement Franjo Ksaver Stuart, kardinal vojvoda od Yorka (6. ožujka 1725. – 13. srpnja 1807.) bio je katolički kardinal, te četvrti i posljednji jakobitski nasljednik i javni pretendent na prijestolja Engleske, Škotske, Francuske i Irske. Za razliku od svoga oca Jakova i brata Karla, Henrik nije poduzimao ništa kako bi došao na prijestolje. Nakon Karlove smrti u siječnju 1788. papa ga nije priznao zakonitim vladarom Engleske, Škotske i Irske, ali ga je oslovljavao kao kardinala vojvodu od Yorka.
Proveo je život u Papinskoj državi i imao dugu karijeru kao katolički klerik, postavši dekan Kardinalskoga zbora te ostijski i veletrijski kardinal-biskup. U vrijeme svoje smrti bio je, i još uvijek jest, jedan od kardinala s najdužom službom u povijesti Crkve.
Još u mladosti, Henrikov otac imenovao ga je vojvodom od Yorka (u jakobitskom plemstvu), te je bio najbolje poznat po toj tituli. Nakon smrti njegova brata 1788., Henrik je kod jakobita i u svojoj osobnoj pratnji postao poznat kao Henrik IX. Engleski i Irski i I. Škotski, iako je javno govorio o sebi kao o kardinalu vojvodi od Yorka nuncupatus.

## Mladost
Henrik je rođen u egzilu, u palači Muti u Rimu, 6. ožujka 1725., te ga je istoga dana krstio papa Benedikt XIII., 37 godina nakon što je njegov djed Jakov II. i VII. izgubio prijestolje i deset godina nakon neuspjeloga pokušaja njegova oca da ga ponovno stekne. Otac mu je bio Jakov Franjo Edvard Stuart, kod protivnika poznat kao "Stari Pretendent", a majka princeza Marija Klementina Sobjeska, unuka poljskoga kralja i litvanskoga velikog vojvode, Jana III. Sobjeskog.
Henrik je 1745. išao u Francusku, kako bi pomogao svomu bratu Karlu (Mladom Pretendentu) s pripremom jakobitskoga ustanka te godine. Nakon poraza, Henrik se vratio u Italiju. Papa Benedikt XIV. podijelio mu je tonzuru i imenovao ga kardinalom-đakonom đakonata S. Maria in Portico (Campitelli), na posebnom konzistoriju, održanom 3. srpnja 1747. Primio je četiri niža reda od pape, 27. kolovoza 1747., te subđakonat 18. kolovoza 1748. i đakonat 25. kolovoza 1748. Zaređen je za svećenika, 1. rujna 1748., i posvećen za naslovnog korintskog nadbiskupa, 2. listopada 1758.
Promaknut je u red kardinala-prezbitera 1748., zadržavajući naslov S. Maria in Portico. Prešao je na naslov Ss. XII Apostoli 1752., te je imenovan kardinalom-biskupom Frascatija, 13. srpnja 1761., te u konačnici postao ostijskim i veletrijskim kardinalom-biskupom i dekanom Kardinalskoga zbora, 26. rujna 1803. Živio je i radio u Frascatiju mnogo godina, silazeći svakoga poslijepodneva u svojoj kočiji u Rim, gdje mu je njegova služba vicekancelara dala pravo na uporabu Palače kancelarije.
Henrik je bio posljednji pretendent na britansko prijestolje koji je doticao bolesnike od skrofule.

## Francuska revolucija i kasniji život
U vrijeme Francuske revolucije, izgubio je svoje kraljevske beneficije u Francuskoj i žrtvovao mnogo drugih sredstava kako bi pomogao papi Piju VI. Uz konfiskaciju njegova imanja u Frascatiju od strane Francuza, to je uzrokovalo njegovo osiromašenje. Britanski ministar u Veneciji uredio je da Henrik prima godišnju rentu od 4.000 funti od britanskoga kralja Đure III. Iako je britanska vlada to predstavljala kao djelo milosrđa, Henrik i jakobiti smatrali su to prvom ratom novca koji mu je zakonski pripadao. Već mnogo godina, britanska je vlada obećavala vratiti engleski miraz njegove bake, Marije Modenske, ali to nikada nije učinila.
Henrik se vratio u Frascati 1803. U rujnu te godine postao je dekan Kardinalskoga zbora, i time ostijski i veletrijski kardinal-biskup, iako je i dalje živio u biskupskoj palači u Frascatiju. Umro je tamo, 13. srpnja 1807., u dobi od 82 godine.

## Baština
Prema njegovoj oporuci, koju je potpisao kao Henry R, sve njegove pretendentske britanske titule i prava naslijedio je njegov najbliži rođak i prijatelj, Karlo Emanuel IV. Sardinijski. Karlo nije ni isticao niti negirao svoje jakobitske pretenzije, kao ni njegovi nasljednici. Karlo Emanuel i sljedeći sardinijski kraljevi, kasnije talijanski kraljevi, imali su drugih vitalnih interesa u svom talijanskom okružju, za koje bi promicanje beznadne britanske kauze[pojasniti] bilo štetno.
Za razliku od raširenoga vjerovanja, on nije ostavio krunske dragulje princu od Walesa, kasnijem Đuri IV. Sva je njegova imovina povjerena monsinjoru Angelu Cesariniju, za daljnje dijeljenje. Cesarini je poslao princu od Walesa nekoliko dragulja iz Henrikove privatne zbirke. Među njima je značka Reda podvezice (za koju se smatra da ju je nosio kralj Karlo I. prigodom svoga pogubljenja; danas se čuva u dvorcu Windsor) i križ sv. Andrije (insignija Reda čička; danas u edinburškom dvorcu), te prsten s rubinom. Unatoč tomu, čin slanja ovih dragulja hannoverskom princu od Walesa ni u kojem se slučaju ne smatra djelotvornim, pa ni formalnim, odreknućem od jakobitskoga polaganja prava.
Henrik Benedikt, njegov brat, otac i majka, pokopani su u kripti Bazilike sv. Petra u Vatikanu. Spomenik kraljevskim Stuartima nalazi se na jednom od stupova same bazilike, a dizajnirao ga je Antonio Canova. Spomenik je izvorno naručio mons. Angelo Cesarini, izvršitelj Henrikove oporuke. Zanimljivo, među donatorima spomenika je i britanski kralj Đuro IV., koji je, nakon što je Henrikovom smrću završila jakobitska prijetnja britanskom prijestolju, postao poštovatelj legende o Stuartima.
Spomenik je u novije vrijeme obnovljen o trošku Elizabeth Bowes-Lyon.

## Titule, naslovi, počasti i grb

### Kardinalski naslovi
Kardinalu Stuartu bili su dodijeljeni sljedeći đakonati ili naslovi:
- 31. srpnja 1747. kardinal-đakon đakonata S. Maria in Portico (Campitelli)
- 16. rujna 1748. kardinal-prezbiter naslova S. Maria in Portico (Campitelli)
- 18. prosinca 1752. kardinal-prezbiter naslova Ss. XII Apostoli
- 12. veljače 1759. kardinal-prezbiter naslova S. Maria in Trastevere
- 13. srpnja 1761. kardinal-biskup prigradske biskupije Frascati
- 14. siječnja 1763. Comendatario naslova S. Lorenzo in Damaso (koji pripada kardinalu vicekancelaru, uz njegovo prigradsko sjedište)
- 26. rujna 1803. kardinal-biskup prigradskih biskupija Ostia i Velletri (koje pripadaju dekanu Svetoga kardnalskog zbora)

U ožujku 1774. postao je vice-dekan, a 15. rujna 1803. dekan Kardinalskoga zbora.
Bio je izbornik u papinskim konklavama 1758., 1769., 1774. – 1775. i 1799-1800.

### Grb
Za vrijeme pretendenstva njegova oca i brata, Henrik je polagao pravo na kraljevski grb, koji se razlikovao srebrenim polumjesecom.

## Vanjske poveznice
- Henry Benedict Maria Clement Stuart članak iz Catholic Encyclopedia
- Catholic Hierarchy - Henry Benedict Stuart
- Stuart of York, Henry Benedict Mary Clement (1725–1807)  Arhivirana inačica izvorne stranice od 27. siječnja 2018. (Wayback Machine). Salvador Miranda.

| Henrik Benedikt Stuart Dinastija Stuart Rođ. 11. ožujka 1725. Umr. 13. srpnja 1807. | |                                                 |
| Titule u Katoličkoj Crkvi                                                           | |                                                 |
| prethodnik Giacomo Lanfredini                                                       | kardinal-đakon đakonata S. Maria in Portico (Campitelli) 31. srpnja 1747. – 16. rujna 1748.                           | nasljednik Flavio Chigi                         |
| prethodnik Giacomo Lanfredini                                                       | kardinal-prezbiter naslova S. Maria in Portico (Campitelli) 16. rujna 1748. – 18. prosinca 1752.                      | nasljednik Flavio Chigi                         |
| prethodnik Annibale Albani                                                          | arhiprezbiter Bazilike sv. Petra 8. studenoga 1751. – 13. srpnja 1807.                                                | nasljednik Romoaldo Braschi-Onesti              |
| prethodnik Domenico Riviera                                                         | kardinal-prezbiter naslova Ss. XII Apostoli 18. prosinca 1752. – 12. veljače 1759.                                    | nasljednik Giovanni Vincenzo Antonio Ganganelli |
| prethodnik François Mattei                                                          | naslovni korintski nadbiskup 2. listopada 1758. – 13. srpnja 1761.                                                    | nasljednik Marco Antonio Colonna                |
| prethodnik Giacomo Oddi                                                             | kardinal-prezbiter naslova S. Maria in Trastevere 12. veljače 1759. – 13. srpnja 1761.                                | nasljednik Fabrizio Serbelloni                  |
| prethodnik Camillo Paolucci                                                         | kardinal-biskup prigradske biskupije Frascati 13. srpnja 1761. – 26. rujna 1803.                                      | nasljednik Giuseppe Doria Pamphili              |
| prethodnik Carlo Rezzonico                                                          | kardinal-prezbiter naslova S. Lorenzo in Damaso 24. siječnja 1763. – 13. srpnja 1807.                                 | nasljednik Francesco Carafa di Trajetto         |
| prethodnik Gian Francesco Albani                                                    | kardinal-biskup prigradskih biskupija Ostia i Velletri i dekan Kardinalskoga zbora 26. rujna 1803. – 13. srpnja 1807. | nasljednik Leonardo Antonelli                   |
| Pretendentske titule                                                                | |                                                 |
| prethodnik Karlo Edvard Stuart                                                      | Jakobitska sukcesija 1788.–1807.                                                                                      | nasljednik Karlo Emanuel IV. Sardinijski        |